# Ferrari SF71H
La Ferrari SF71H (codice interno 669) è la sessantaquattresima monoposto costruita dalla casa automobilistica Ferrari, realizzata per partecipare al campionato mondiale di Formula 1 2018.
Nonostante sia stata superata dalla Mercedes nella classifica costruttori, globalmente la SF71H ha ottenuto la media di risultati migliore per la Ferrari dal 2008 a quella parte.

## Livrea

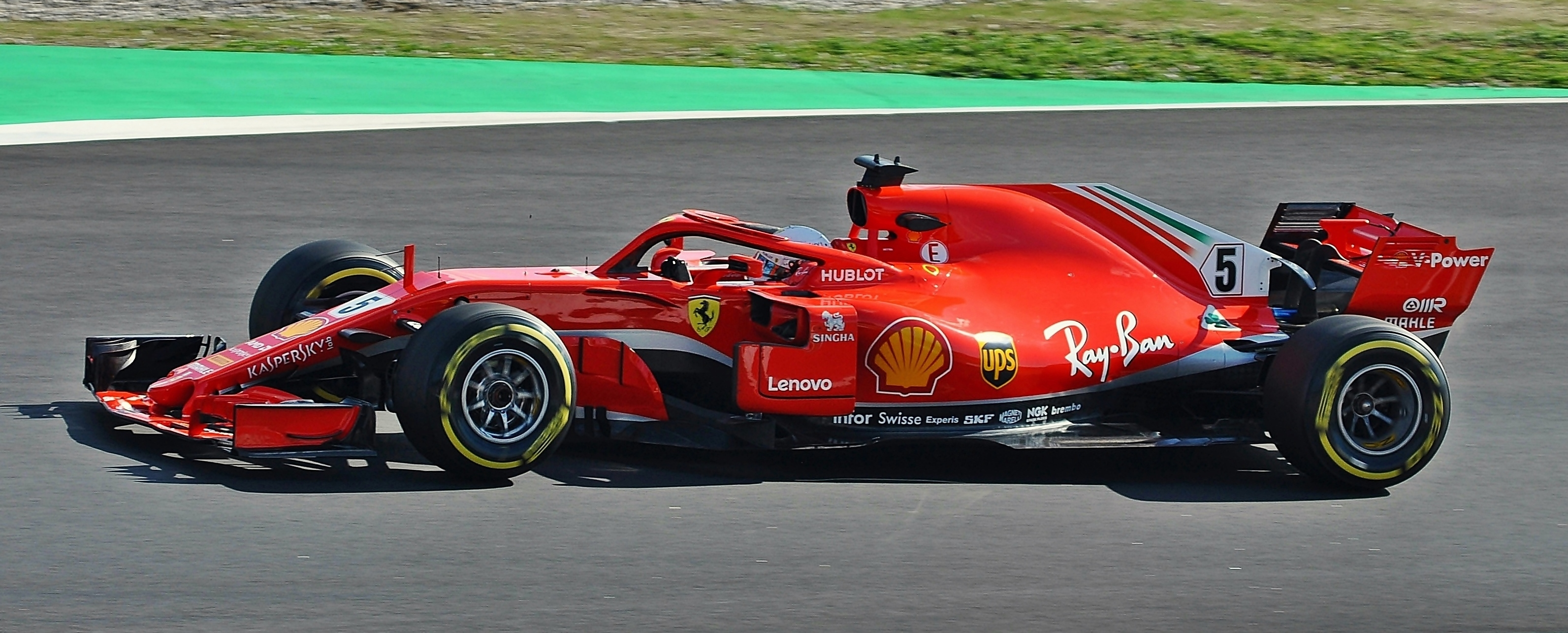
Vista laterale della SF71H di Vettel

A causa della risoluzione del contratto di sponsorizzazione con Banco Santander e del rebranding della Scuderia (che abbandona il composit logo in uso dal 2011, in favore del solo scudetto col Cavallino Rampante), la livrea si presenta prevalentemente rossa su tutto il corpo vettura. Permangono accenni di colore grigio-nero nella parte inferiore della monoposto, mentre il bianco è relegato alla deriva del cofano, su cui sono inoltre presenti il tricolore italiano, e alle tabelle portanumero vintage su musetto e cofano motore.
Per il Gran Premio d'Ungheria, in segno di lutto per la scomparsa di Sergio Marchionne, sul muso delle due SF71H è stata applicata una banda nera diagonale.
A partire dal Gran Premio del Giappone 2018, dopo otto anni lo storico title partner ferrarista Philip Morris International torna a mostrarsi sulla livrea della monoposto con un proprio marchio, Mission Winnow, presente principalmente su cofano motore, alettoni e bargeboard.

## Caratteristiche
La vettura riprende e affina i concetti presenti sulla Ferrari SF70H per quanto riguarda l'avantreno, aumentando il passo da 3594 mm a 3678 mm.
A differenza della precedente, la SF71H si presenta con un retrotreno più stretto risultando particolarmente elaborata per quanto riguarda l'aerodinamica delle pance. Le prese d'aria sono più strette ma incanalano flussi da diversi punti; al contrario, l'airscope si presenta più largo rispetto alla SF70H. Sono presenti delle appendici aerodinamiche sugli specchietti al fine di deviare i flussi "anomali" generati dal dispositivo di protezione Halo — reso obbligatorio dalla FIA a partire da questa stagione —, anch'esso dotato di un'appendice nella parte superiore; dal Gran Premio di Spagna 2018 proprio gli specchietti saranno integrati all'Halo invece che al corpo vettura, onde migliorare la visibilità posteriore dei piloti.
Nonostante le restrizioni imposte dal regolamento, la vettura monta sul posteriore un particolare deviatore di flusso, soluzione adottata anche da altre squadre rivali. Aggiornamenti aerodinamici sono stati apportati ai bargerboard e ai deviatori di flusso che incorniciano le prese d'aria laterali, le cui forme appaiono più semplici rispetto a quelle della SF70H.

## Presentazione
La vettura è stata svelata ufficialmente il 22 febbraio 2018, in un evento a Maranello presentato dal collaudatore della Ferrari, Marc Gené. Il debutto in pista è avvenuto tre giorni dopo, in Spagna, per un filming day sul circuito di Catalogna.

## Carriera agonistica

### Stagione 2018
La SF71H debutta in maniera positiva nel mondiale 2018 di Formula 1, facendo sue le prime due prove in Australia e Bahrain, entrambe vinte con Vettel. Nelle due successive prove in Cina e a Azerbaigian il tedesco, pur continuando a mostrare la bontà velocistica della monoposto, primeggiando in qualifica, in gara incappa poi in situazioni negative che lo relegano a semplici piazzamenti a punti; al contrario Räikkönen, già terzo a Melbourne, si conferma a podio in entrambi gli appuntamenti.
Alla prima tappa europea in Spagna, per la prima volta in stagione le due Ferrari non terminano sul podio, con Räikkönen costretto al ritiro per problemi al motore e Vettel obbligato a una doppia sosta ai box, a differenza dei rivali di testa. Vettel si riscatta nei due successivi appuntamenti, mostrando di trovarsi più a suo agio con la SF71H rispetto al compagno di squadra, chiudendo alla piazza d'onore a Monaco, e soprattutto andando a vincere in Canada, in quest'ultimo caso interrompendo un digiuno di successi a Montréal che per la Ferrari durava da ben quattordici anni. Räikkönen, reduce al contrario da altalenanti piazzamenti a punti, inverte il suo ruolino in Francia, tornando sul podio, e poi in Austria, dove chiude secondo davanti a Vettel.

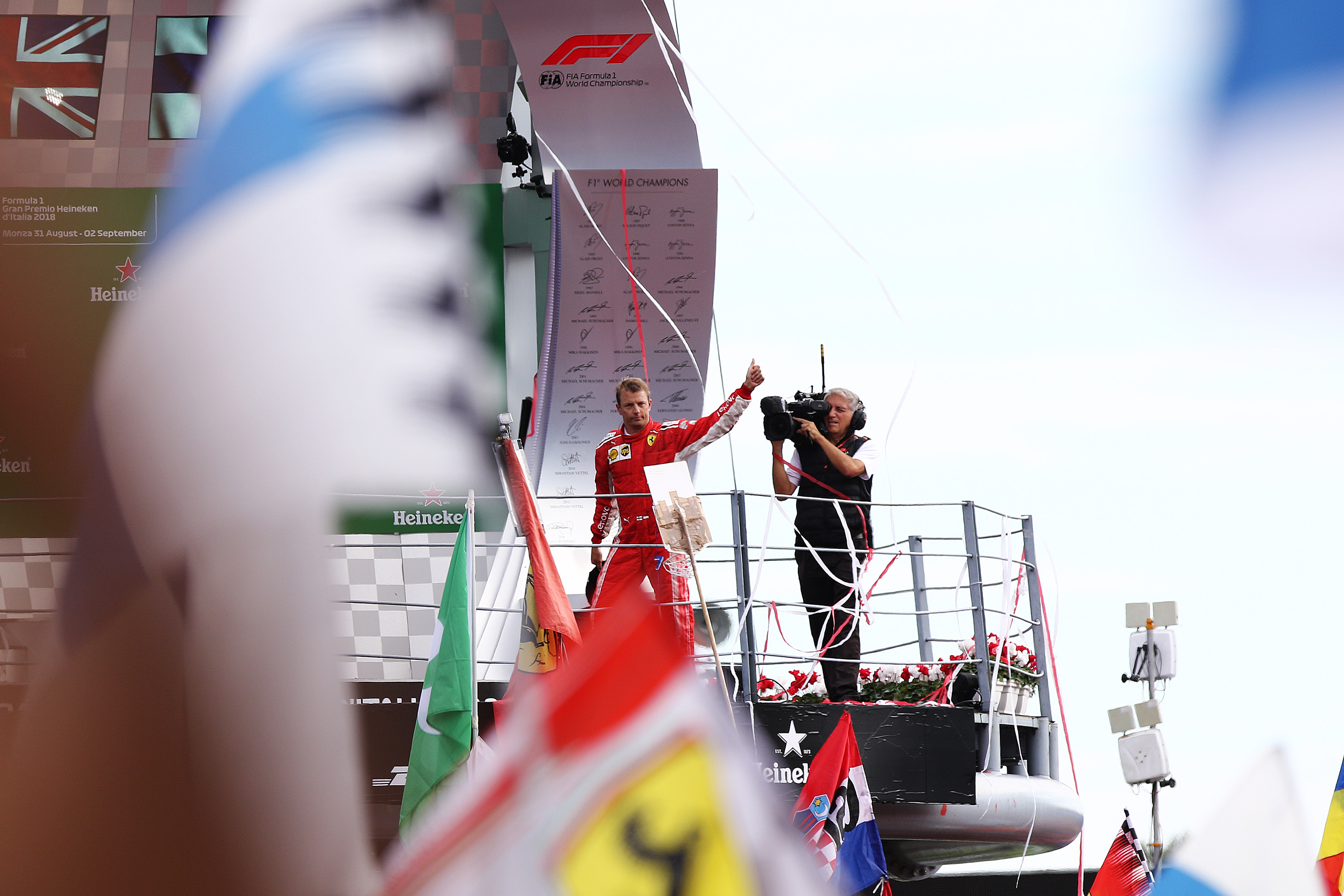
Räikkönen sul podio del Gran Premio d'Italia

È il tedesco a riportare la Ferrari alla vittoria nel successivo appuntamento in Gran Bretagna, con il compagno di squadra a chiudere terzo: trionfando su di un circuito, sulla carta, storicamente ostico come quello di Silverstone, dove il Cavallino non primeggiava da sette anni, e piazzando inoltre entrambe le monoposto a podio come non accadeva oltre Manica addirittura dal 2004, la SF71H rimarca il suo positivo momento in questa fase del campionato; oltreché, sul piano tecnico, la flessibilità di un progetto capace di rendere al meglio sui tracciati più diversi.
Ciò nonostante il successivo zero in classifica rimediato da Vettel in Germania, sotto una pioggia battente, causa un errore del tedesco che fa terminare la gara della Ferrari contro le barriere, consente a Lewis Hamilton e alla sua Mercedes di riconquistare la leadership dei campionati. Vettel si risolleva parzialmente in Ungheria terminando sul secondo gradino del podio, tuttavia ancora dietro all'inglese. Il tedesco si riscatta in Belgio, dove trionfa davanti al rivale, delineando definitivamente la lotta per il titolo piloti tra i due; la prova di Spa-Francorchamps si chiude invece con un ritiro per Räikkönen, reduce dalla sua miglior striscia stagionale con cinque piazzamenti a podio.
Le gare successive non regalano particolari soddisfazioni al team di Maranello, perché Vettel va solo a podio a Singapore (dove subisce un overcut da parte di Verstappen), in Russia, in Messico e nella gara conclusiva ad Abu Dhabi, mentre Räikkönen, oltre a vincere la trasferta americana ad Austin, sale sul gradino più basso del podio in Messico e in Brasile. Infatti, a causa di errori da parte della prima guida Vettel, un calo di prestazioni della vettura, ed errori di gestione da parte del muretto, la Mercedes e Hamilton vincono il titolo per la quinta volta.

## Piloti
| Piloti ufficiali     | Piloti ufficiali   | Piloti ufficiali |
| Nazione              | Nome               | Numero           |
| -------------------- | ------------------ | ---------------- |
| Germania (bandiera)  | Sebastian Vettel   | 5                |
| Finlandia (bandiera) | Kimi Räikkönen     | 7                |
| Piloti di riserva    |                    |                  |
| Nazione              | Nome               | Numero           |
| Italia (bandiera)    | Antonio Giovinazzi | 99               |
| Russia (bandiera)    | Daniil Kvjat       | 26               |

## Risultati in Formula 1
| Anno | Team             | Motore  | Gomme | Piloti    |   |     |   |   |     |   |   |   |   |   |     |   |     |   |   |   |   |   |   |   |     | Punti | Pos. |
| ---- | ---------------- | ------- | ----- | --------- | - | --- | - | - | --- | - | - | - | - | - | --- | - | --- | - | - | - | - | - | - | - | --- | ----- | ---- |
| 2018 | Scuderia Ferrari | Ferrari | P     | Vettel    | 1 | 1   | 8 | 4 | 4   | 2 | 1 | 5 | 3 | 1 | Rit | 2 | 1   | 4 | 3 | 3 | 6 | 4 | 2 | 6 | 2   | 571   | 2º   |
| 2018 | Scuderia Ferrari | Ferrari | P     | Räikkönen | 3 | Rit | 3 | 2 | Rit | 4 | 6 | 3 | 2 | 3 | 3   | 3 | Rit | 2 | 5 | 4 | 5 | 1 | 3 | 3 | Rit | 571   | 2º   |

| Legenda | 1º posto     | 2º posto | 3º posto    | A punti         | Senza punti/Non class.  | Grassetto – Pole position Corsivo – Giro più veloce |
| Legenda | Squalificato | Ritirato | Non partito | Non qualificato | Solo prove/Terzo pilota | Grassetto – Pole position Corsivo – Giro più veloce |